# Selbecke (Hagen)

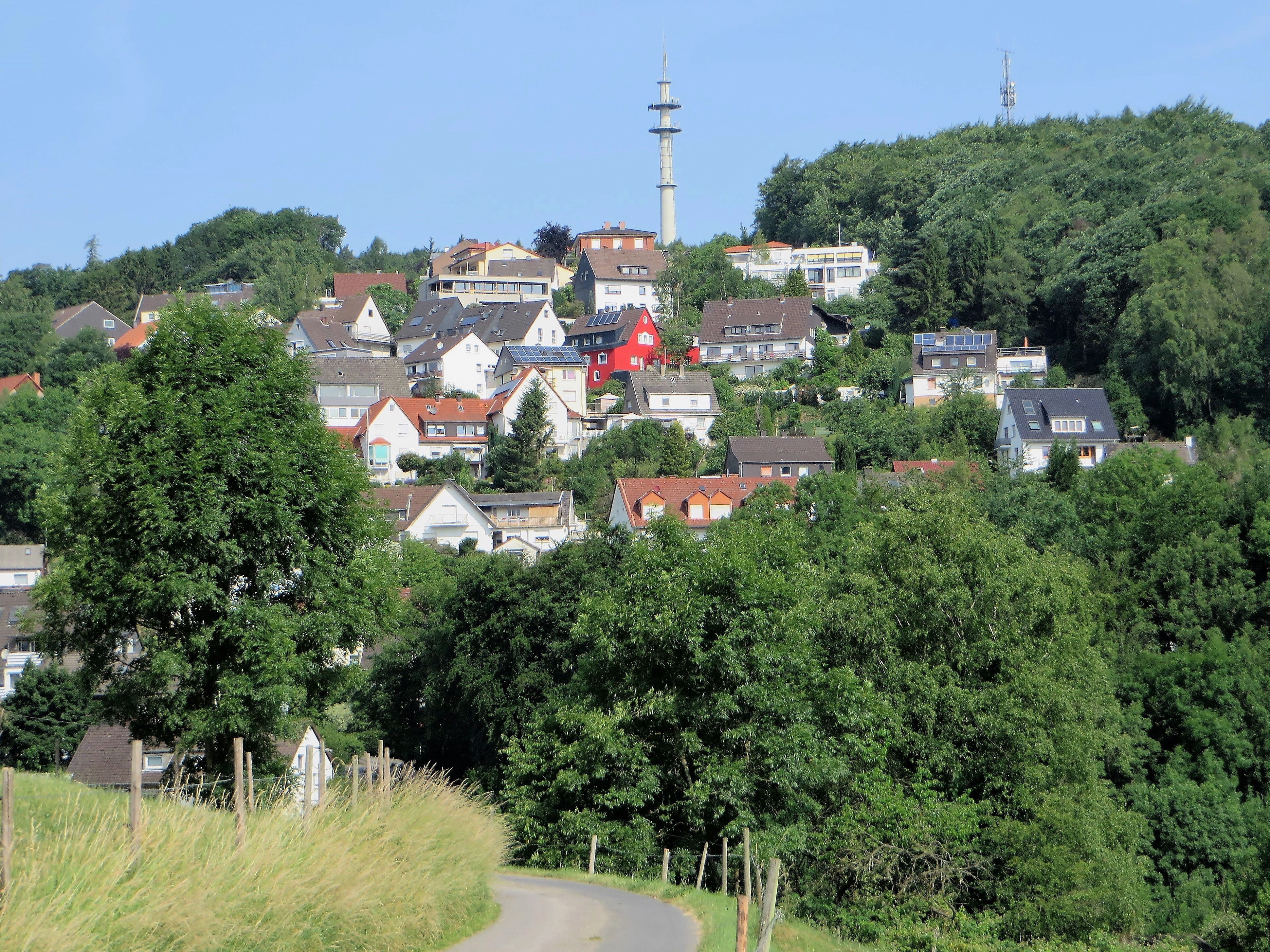
Selbecke, Wohnviertel Zur Höhe

Selbecke ist ein Ortsteil im Stadtbezirk Eilpe/Dahl der kreisfreien Großstadt Hagen in Nordrhein-Westfalen.

## Geografie
Der Ortsteil Selbecke liegt südwestlich vom Stadtteil Eilpe und grenzt im Süden an den Märkischen Kreis. Durch den Ort fließt der Selbecker Bach, in den aus einem Seitental kommend der Mäckinger Bach mündet. Umgeben ist Selbecke im Westen vom Landschaftsschutzgebiet Selbecke, im Osten vom Landschaftsschutzgebiet Eilper Berg/Langenberg und im Süden vom Landschaftsschutzgebiet Rafflenbeuler Kopf.

## Geschichte
Am Rafflenbeuler Berg zwischen Mäcking und Zurstraße weisen Grabstätten auf die Eroberungszüge der Sachsen und Franken und auf eine Zeit noch vor einer Christianisierung hin.
Noch vor der Jahrtausendwende soll der Höhenweg (jetzt „Alter Postweg“ genannt) angelegt worden sein. In den Jahren 1784 bis 1794 entstand eine feste Chaussee von Hagen über Eilpe nach Breckerfeld und Halver; diese Hauptstraße (L 528) verläuft auch heute noch auf dieser Trasse.
Die frühere Bezeichnung „Hoh“ weist auf die ehemalige „Hohwalder Mark“ hin. Auch die Benennung des hier gelegenen Berges ist aus den geschichtlichen Zusammenhängen der vergangenen Jahrhunderte zu erklären. Die Gegend des heutigen Buscherberges war Eigentum der Freiherren von Syberg zum Busch, die hier durch ihre Hirten die Schweine hüten ließen. Nach Auflösung der bäuerlichen Genossenschaften in der Zeit um 1770 erhielt die genannte adelige Familie als Hauptbeerbte den Großteil des Grundbesitzes. Diese Tatsache war bald für den Volksmund Veranlassung genug, den seither gebräuchlichen Namen „Selberg“ in Buscherberg umzubenennen. Seinen Ortsnamen bekam Selbecke aber von der alten Bezeichnung (Sel = Durchlaß, Vertiefung, Einsattelung im Gebirge) und dem durch das Tal fließenden Selbecker Bach (Becke = fließendes Gewässer, Bach).
Unterhalb des Buscherberges, auf enger Talsohle, reihten sich früher mehrere Betriebe der Schmiede und ihnen verwandter Berufe aneinander. Hier gab es Reckhammer und Schleifkotten am Bach, dessen natürlichen Lauf man durch die Anlage von Teichen verändert hatte. Sie waren damals mit finanzieller Unterstützung des Kurfürsten entstanden.
In Delstern, Eilpe und der Selbecke gibt es Hinweise auf die Gewinnung und Bearbeitung von Eisen schon in frühen Jahrhunderten, wie ein 1523 urkundlich genannter Hütterhof (Hüttenberg) bezeugt, außerdem die Existenz von „Groben“ (Gruben) im Mäckingerbachtal und Am Hirsch.
Selbecke selbst ist ein noch junger Ortsteil. Sehr viel älter war der im Mäckinger Bachtal gelegene Wohnplatz Mäcking. Er wurde schon um 1150 als de Mekkinchuson im Urbar der Reichsabtei Werden erwähnt. Um 1250 de Mehckinc und um 1500 to Meckynck genannt. 1615 wurde urkundlich ein Gute zu Mockingk im Kerspel Hagen erwähnt. Der Ortsname ist mit „bei den Häusern der Leute des Makki/Makko“ zu umschreiben. An Stelle des ehemaligen Wohnplatzes befindet sich heute das Westfälische Freilichtmuseum Hagen.

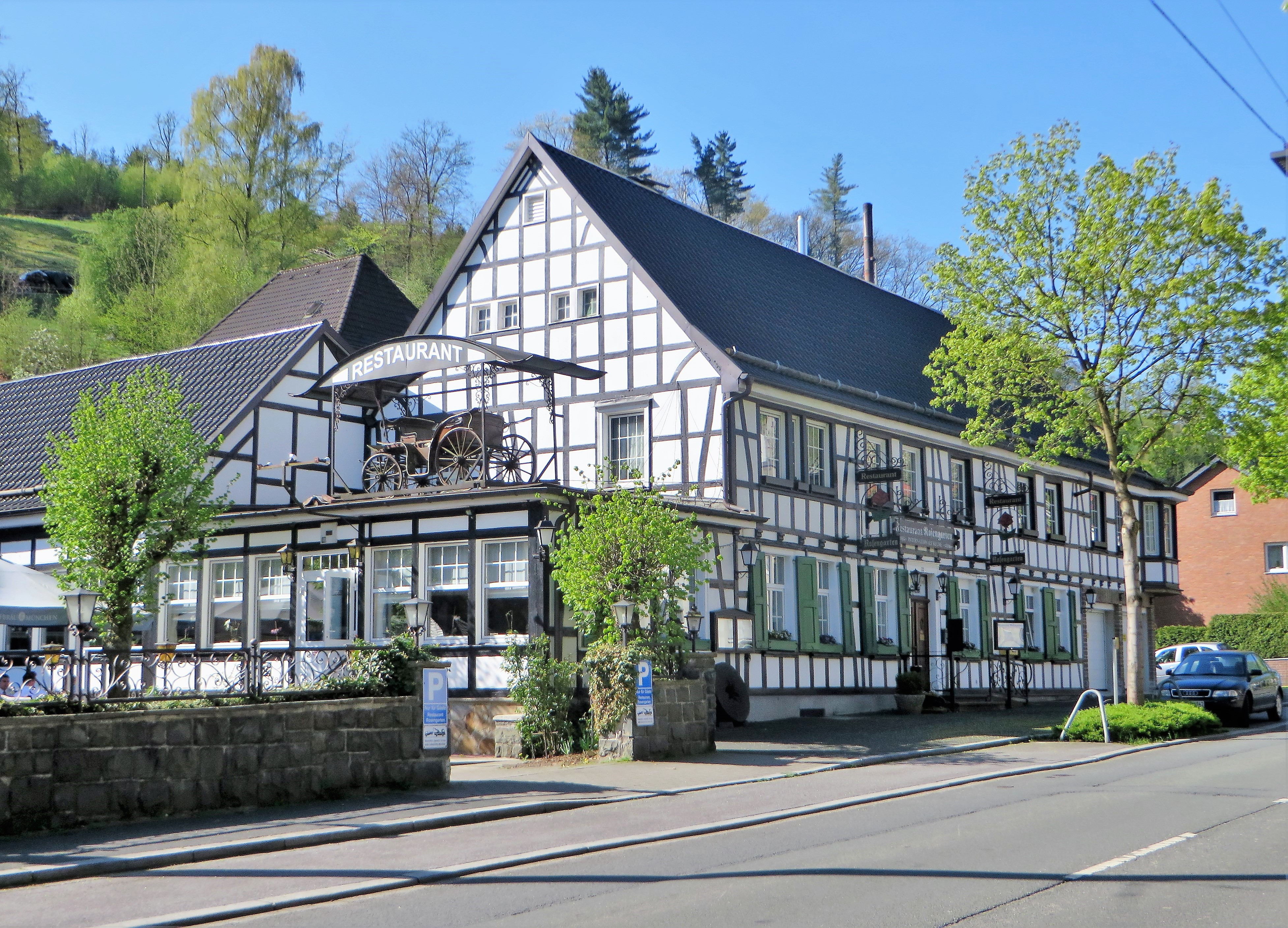
Selbecke, Restaurant Rosengarten

Die erste evangelische Schule Selbecke gab es ab 1839 in einem kleinen Haus an der Straße nach Zurstraße. Eine zweite neuerbaute Schule an der Selbecker Straße 236 bestand von 1871 bis 1953. Im Jahr 1952 bekam der Ortsteil an der Selbecker Straße 185 ein neues Schulgebäude, heute August-Hermann-Francke-Schule. 1911 erbaute die Stadt Hagen ein Kindererholungsheim im Selbecker Wald. Nach dem Ersten Weltkrieg ab 1925 als Tageserholungsstätte für kurbedürftige Erwachsene genutzt, wurde daraus später ein städtisches Kleinkinder- und Säuglingsheim. Im Zweiten Weltkrieg zerstört kam es 1956 zur Neueröffnung der städtischen Einrichtung. Seit den 2000er Jahren ist das Kinderheim nicht mehr städtisch, sondern eine Sozialeinrichtung der „BSH Hagen – Jugendhilfe Selbecke“ die sozialpädagogische Betreuungsformen für mittlerweile über 100 Kinder und Jugendliche anbietet. 
1895 wurde der Quartettverein „Liederlust“ Selbecke 1895 gegründet. Im Jahr 1896 die Selbecker Turnerschaft 1896 e. V. und 1949 der Rasensportverein Selbecke. Deren Sportplatz sich heute hinter der Schule an der Selbecker Straße 186 befindet. Im Jahre 1924 schrieb der Motorclub Hagen im ADAC zum ersten Mal das Selbecker Bergrennen aus. Start war beim heutigen Restaurant Rosengarten, Ziel auf der historischen Bergstraße, die sich in schwierigen Windungen zur alten Hansestadt Breckerfeld emporzieht, hinter Grüne am Hasper Bach.

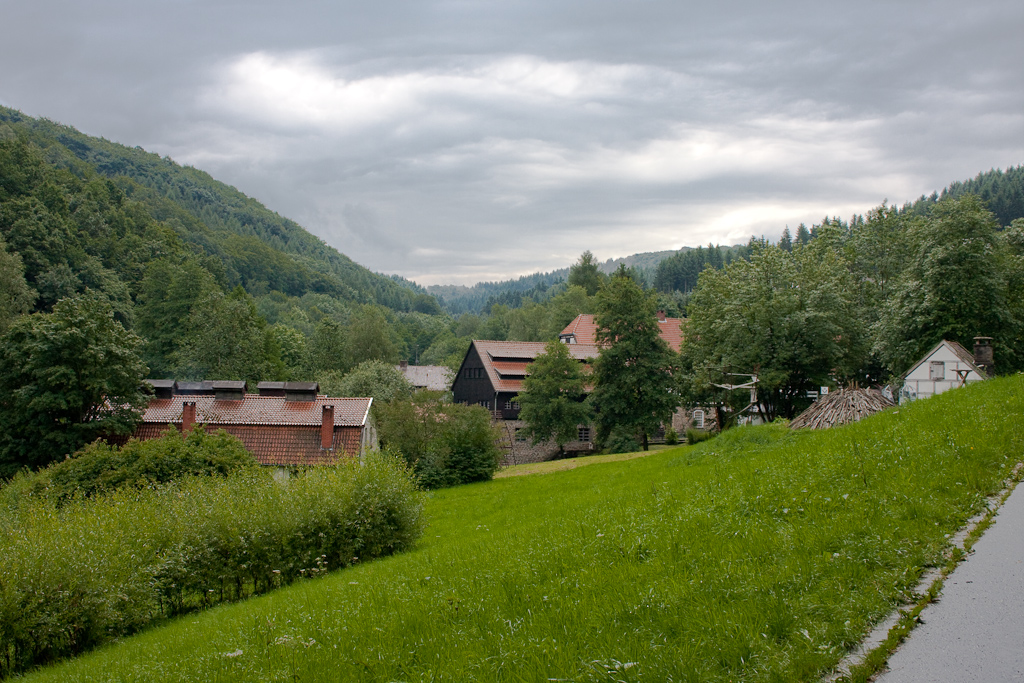
Mäckingerbachtal mit Freilichtmuseum

In einem Verzeichnis des Regierungspräsidenten in Arnsberg wurde 1880 Selbecke als Weiler mit 45 Einwohnern ausgewiesen. Noch vor 1827 allerdings wurde die Selbecke in die Gemeinde Eilpe eingemeindet, welche wiederum selbst im Jahre 1876 (zusammen mit Wehringhausen) in die Stadt Hagen eingemeindet wurde. Heute gehört Selbecke zum Hagener Wohnbezirk Eilpe-Süd/Selbecke und hatte am 31. Dezember 2018 in 914 Wohnhäusern mit 2580 Haushaltungen 5104 Einwohner. Mit dem weitaus geringeren Anteil von Selbecke.
Heute ist das Westfälische Freilichtmuseum im Mäckingerbachtal eine Besonderheit in der Museumslandschaft und zum größten Besuchermagneten in Hagen avanciert. Hier sind Handwerksgebäude und erste Industriebauten zusammengetragen worden. Im Köttinger Bachtal an der südlichen Stadtgrenze zu Breckerfeld gibt es eine Kart-Rennbahn. Ein Höhepunkt war die Kart-Weltmeisterschaft 1976 auf dem erweiterten Motodrom, das durch private Initiative entstand.
Bis ins Jahr 1964 verkehrt die Linie 4 (vorher auch 5, 6 oder 7) der Straßenbahn Hagen in die Selbecke. Heute wird sie von der städtischen Buslinie 512 der Hagener Straßenbahn AG nach Breckerfeld, dem Zentrum von Hagen und Boele bedient. Des Weiteren hält an ausgewählten Haltestellen die Überlandlinie 84 der Märkischen Verkehrsgesellschaft (ursprüngliche Linie 29 der Kraftverkehr Mark-Sauerland GmbH) in die Hagener Innenstadt, nach Breckerfeld, Halver und Kierspe.